# Colgate-Palmolive Grand Prix 1979
Il Colgate-Palmolive Grand Prix 1979 fu una serie di tornei maschili di tennis, che includeva i quattro tornei del Grande Slam, sei tornei del circuito WCT e tutti gli altri tornei del Grand Prix. Iniziò il 1º gennaio con l'Australian Hard Court Championships e si concluse il 13 gennaio 1980 con la finale del Masters.

## Calendario

### Gennaio
| Settimana  | Torneo | Vincitore                                     | Finalista                     | Semifinalisti                    | Eliminati ai quarti                                       |
| ---------- | --- | --------------------------------------------- | ----------------------------- | -------------------------------- | --------------------------------------------------------- |
| 1º gennaio | Australian Hard Court Championships 1979 Hobart, Australia Cemento – 50 000 $ – S32/D16 Singolare - Doppio   | Guillermo Vilas 6–4, 6–4                      | Mark Edmondson                | Phil Dent Allan Stone            | Terry Rocavert Chris Kachel Bob Giltinan Bob Carmichael   |
| 1º gennaio | Australian Hard Court Championships 1979 Hobart, Australia Cemento – 50 000 $ – S32/D16 Singolare - Doppio   | Phil Dent Bob Giltinan 8–6                    | Guillermo Vilas Ion Țiriac    | Phil Dent Allan Stone            | Terry Rocavert Chris Kachel Bob Giltinan Bob Carmichael   |
| 1º gennaio | Benson & Hedges Open 1979 Auckland, Nuova Zelanda Cemento – 50 000 $ – S32/D16 Singolare - Doppio            | Tim Wilkison 6-3, 6-7, 6-4, 2-6, 6-2          | Peter Feigl                   | Andrew Jarrett Richard Lewis     | Rod Frawley Ramesh Krishnan Charles Fancutt Kim Warwick   |
| 1º gennaio | Benson & Hedges Open 1979 Auckland, Nuova Zelanda Cemento – 50 000 $ – S32/D16 Singolare - Doppio            | Bernard Mitton Kim Warwick 6-3, 2-6, 6-3      | Andrew Jarrett Jonathan Smith | Andrew Jarrett Richard Lewis     | Rod Frawley Ramesh Krishnan Charles Fancutt Kim Warwick   |
| 1º gennaio | Masters Doubles WCT 1979 New York, Stati Uniti Sintetico indoor – 200 000 $ – D8 Doppio                      | Peter Fleming John McEnroe 3–6, 6–2, 6–3, 6–1 | Ilie Năstase Sherwood Stewart |                                  |                                                           |
| 15 gennaio | Baltimore Open 1979 Baltimora, Stati Uniti Sintetico indoor – 75 000 $ – S32/D16 Singolare - Doppio          | Harold Solomon 7-5 6-4                        | Marty Riessen                 | Andrew Pattison Peter Fleming    | Ferdi Taygan Tom Gorman John Sadri Roscoe Tanner          |
| 15 gennaio | Baltimore Open 1979 Baltimora, Stati Uniti Sintetico indoor – 75 000 $ – S32/D16 Singolare - Doppio          | Marty Riessen Sherwood Stewart 7–6, 6–4       | Anand Amritraj Cliff Drysdale | Andrew Pattison Peter Fleming    | Ferdi Taygan Tom Gorman John Sadri Roscoe Tanner          |
| 15 gennaio | ATP Birmingham 1979 Birmingham, Stati Uniti Sintetico indoor – 175 000 $ – S32/D16 Singolare - Doppio        | Jimmy Connors 6-2 3-6 7-5                     | Eddie Dibbs                   | Vitas Gerulaitis Guillermo Vilas | Stan Smith Ilie Năstase Dick Stockton Christopher Mottram |
| 15 gennaio | ATP Birmingham 1979 Birmingham, Stati Uniti Sintetico indoor – 175 000 $ – S32/D16 Singolare - Doppio        | Stan Smith Dick Stockton 6–2, 6–3             | Ilie Năstase Tom Okker        | Vitas Gerulaitis Guillermo Vilas | Stan Smith Ilie Năstase Dick Stockton Christopher Mottram |
| 22 gennaio | U.S. Pro Indoor 1979 Filadelfia, Pennsylvania, USA Sintetico indoor – 250 000 $ – S64/D32 Singolare - Doppio | Jimmy Connors 6-3 6-4 6-1                     | Arthur Ashe                   | Roscoe Tanner Vitas Gerulaitis   | Geoff Masters John McEnroe Harold Solomon Brian Gottfried |
| 22 gennaio | U.S. Pro Indoor 1979 Filadelfia, Pennsylvania, USA Sintetico indoor – 250 000 $ – S64/D32 Singolare - Doppio | Wojciech Fibak Tom Okker 6–4, 6–3             | Peter Fleming John McEnroe    | Roscoe Tanner Vitas Gerulaitis   | Geoff Masters John McEnroe Harold Solomon Brian Gottfried |
| 29 gennaio | Richmond WCT 1979 Richmond, Stati Uniti Sintetico indoor – 175 000 $ – S32/D16 Singolare - Doppio            | Björn Borg 6-3 6-1                            | Guillermo Vilas               | John McEnroe Arthur Ashe         | Pat Du Pré Ilie Năstase Brian Gottfried Tim Wilkison      |
| 29 gennaio | Richmond WCT 1979 Richmond, Stati Uniti Sintetico indoor – 175 000 $ – S32/D16 Singolare - Doppio            | Brian Gottfried John McEnroe 6–4, 6–3         | Ion Țiriac Guillermo Vilas    | John McEnroe Arthur Ashe         | Pat Du Pré Ilie Năstase Brian Gottfried Tim Wilkison      |
| 29 gennaio | Little Rock Open 1979 Little Rock, Stati Uniti Sintetico indoor – 50 000 $ – S32/D16 Singolare - Doppio      | Vitas Gerulaitis 6-2 6-2                      | Butch Walts                   | John James Bill Scanlon          | John Sadri Hank Pfister Colin Dibley Johan Kriek          |
| 29 gennaio | Little Rock Open 1979 Little Rock, Stati Uniti Sintetico indoor – 50 000 $ – S32/D16 Singolare - Doppio      | Vitas Gerulaitis Vladimír Zedník 5-7 6-3 7-5  | Phil Dent Colin Dibley        | John James Bill Scanlon          | John Sadri Hank Pfister Colin Dibley Johan Kriek          |

### Febbraio
| Settimana   | Torneo | Vincitore                              | Finalista                    | Semifinalisti                  | Eliminati ai quarti                                             |
| ----------- | --- | -------------------------------------- | ---------------------------- | ------------------------------ | --------------------------------------------------------------- |
| 5 febbraio  | Pepsi Grand Slam 1979 Boca Raton, Stati Uniti Terra rossa – 300 000 $ – S4 Singolare                           | Björn Borg 6-2 6-3                     | Jimmy Connors                | John McEnroe Guillermo Vilas   |                                                                 |
| 12 febbraio | Rancho Mirage Classic 1979 Rancho Mirage, Stati Uniti Cemento – 250 000 $ – S64/D32 Singolare - Doppio         | Roscoe Tanner 6-4 6-2                  | Brian Gottfried              | Eliot Teltscher Harold Solomon | Jimmy Connors Colin Dibley Wojciech Fibak Tom Okker             |
| 12 febbraio | Rancho Mirage Classic 1979 Rancho Mirage, Stati Uniti Cemento – 250 000 $ – S64/D32 Singolare - Doppio         | Gene Mayer Sandy Mayer 6–4, 7–6        | Cliff Drysdale Bruce Manson  | Eliot Teltscher Harold Solomon | Jimmy Connors Colin Dibley Wojciech Fibak Tom Okker             |
| 12 febbraio | Sarasota Grand Prix 1979 Sarasota, Stati Uniti Sintetico indoor – 50 000 $ – S32/D16 Singolare - Doppio        | Johan Kriek 7-6 6-2                    | Rick Meyer                   | Ilie Năstase Manuel Orantes    | Rick Fisher Randy Crawford Ferdi Taygan Noel Phillips           |
| 12 febbraio | Sarasota Grand Prix 1979 Sarasota, Stati Uniti Sintetico indoor – 50 000 $ – S32/D16 Singolare - Doppio        | Steve Krulevitz Ilie Năstase 6-3, 6-4  | John James Keith Richardson  | Ilie Năstase Manuel Orantes    | Rick Fisher Randy Crawford Ferdi Taygan Noel Phillips           |
| 19 febbraio | WCT Tournament of Champions 1979 Dorado, Porto Rico Cemento - 200 000 $ Singolare                              | Jimmy Connors 6–5, 6–0, 6–4            | Vitas Gerulaitis             |                                |                                                                 |
| 19 febbraio | Denver Open 1979 Denver, Stati Uniti Sintetico indoor – 125 000 $ – S32/D16 Singolare - Doppio                 | Wojciech Fibak 6-4 6-1                 | Victor Amaya                 | Arthur Ashe Dick Stockton      | Bernie Mitton Christopher Mottram Tomáš Šmíd Francisco González |
| 19 febbraio | Denver Open 1979 Denver, Stati Uniti Sintetico indoor – 125 000 $ – S32/D16 Singolare - Doppio                 | Robert Lutz Stan Smith 7–6, 6–3        | Wojciech Fibak Tom Okker     | Arthur Ashe Dick Stockton      | Bernie Mitton Christopher Mottram Tomáš Šmíd Francisco González |
| 26 febbraio | Lagos Open 1979 Lagos, Nigeria Cemento – 50 000 $ – S32/D16 Singolare - Doppio                                 | Hans Kary 6-4 3-6 6-2                  | Peter Feigl                  | Jan Kodeš Ismail El Shafei     | Peter Pearson David Imonitie Patrice Dominguez Karl Meiler      |
| 26 febbraio | Lagos Open 1979 Lagos, Nigeria Cemento – 50 000 $ – S32/D16 Singolare - Doppio                                 | Joel Bailey Bruce Kleege 6–4, 6–7, 6–3 | Ismail El Shafei Peter Feigl | Jan Kodeš Ismail El Shafei     | Peter Pearson David Imonitie Patrice Dominguez Karl Meiler      |
| 26 febbraio | U.S. Indoor National Championships 1979 Memphis, USA Sintetico indoor – 250 000 $ – S32/D16 Singolare - Doppio | Jimmy Connors 6-4 5-7 6-3              | Arthur Ashe                  | Vitas Gerulaitis Roscoe Tanner | Sandy Mayer Victor Amaya John Alexander Gene Mayer              |
| 26 febbraio | U.S. Indoor National Championships 1979 Memphis, USA Sintetico indoor – 250 000 $ – S32/D16 Singolare - Doppio | Tom Okker Wojciech Fibak 6-1, 6-4      | Frew McMillan Dick Stockton  | Vitas Gerulaitis Roscoe Tanner | Sandy Mayer Victor Amaya John Alexander Gene Mayer              |

### Marzo
| Settimana | Torneo                                                                                                   | Vincitore                                 | Finalista                     | Semifinalisti                    | Eliminati ai quarti                                          |
| --------- | --- | ----------------------------------------- | ----------------------------- | -------------------------------- | ------------------------------------------------------------ |
| 12 marzo  | Washington Indoor 1979 Washington, Stati Uniti Sintetico indoor– 125 000 $ – S32/D16 Singolare - Doppio  | Roscoe Tanner 6-4 6-4                     | Brian Gottfried               | Marty Riessen Arthur Ashe        | Eddie Dibbs Andrew Pattison Jeff Borowiak Victor Amaya       |
| 12 marzo  | Washington Indoor 1979 Washington, Stati Uniti Sintetico indoor– 125 000 $ – S32/D16 Singolare - Doppio  | Robert Lutz Stan Smith 6–4, 7–5, 3–6, 7–6 | Bob Carmichael Brian Teacher  | Marty Riessen Arthur Ashe        | Eddie Dibbs Andrew Pattison Jeff Borowiak Victor Amaya       |
| 19 marzo  | Lorraine Open 1979 Nancy, Francia Cemento – 50 000 $ – S32/D16 Singolare - Doppio                        | Yannick Noah 6–2, 5–7, 6–1, 7–5           | Jean Louis Haillet            | Patrice Dominguez Balázs Taróczy | Corrado Barazzutti Víctor Pecci Georges Goven Éric Deblicker |
| 19 marzo  | Lorraine Open 1979 Nancy, Francia Cemento – 50 000 $ – S32/D16 Singolare - Doppio                        | Klaus Eberhard Karl Meiler 4–6, 7–6, 6–3  | Robin Drysdale Andrew Jarrett | Patrice Dominguez Balázs Taróczy | Corrado Barazzutti Víctor Pecci Georges Goven Éric Deblicker |
| 19 marzo  | New Orleans Open 1979 New Orleans, Stati Uniti Sintetico indoor – 175 000 $ – S32/D16 Singolare - Doppio | John McEnroe 6-4 6-2                      | Roscoe Tanner                 | Ferdi Taygan Björn Borg          | Tom Gullikson Raymond Moore Tomáš Šmíd Brian Gottfried       |
| 19 marzo  | New Orleans Open 1979 New Orleans, Stati Uniti Sintetico indoor – 175 000 $ – S32/D16 Singolare - Doppio | Peter Fleming John McEnroe 6–1, 6–3       | Bob Lutz Stan Smith           | Ferdi Taygan Björn Borg          | Tom Gullikson Raymond Moore Tomáš Šmíd Brian Gottfried       |
| 19 marzo  | Costarica Open 1979 San José, Costa Rica Cemento – 50 000 $ – S32/D16 Singolare - Doppio                 | Bernie Mitton 6-4 6-1 6-3                 | Tom Gorman                    | Butch Walts George Hardie        | Guillermo Vilas Mike Shore Sashi Menon Bruce Kleege          |
| 19 marzo  | Costarica Open 1979 San José, Costa Rica Cemento – 50 000 $ – S32/D16 Singolare - Doppio                 | Ion Țiriac Guillermo Vilas 6-4, 2-6, 6-4  | Anand Amritraj Colin Dibley   | Butch Walts George Hardie        | Guillermo Vilas Mike Shore Sashi Menon Bruce Kleege          |
| 26 marzo  | Dayton Open 1979 Dayton, Stati Uniti Sintetico indoor – 75 000 $ – S32/D16 Singolare - Doppio            | Butch Walts 6-3 6-4                       | Marty Riessen                 | Tom Gorman Tim Gullikson         | Kim Warwick Eliot Teltscher Victor Amaya Sherwood Stewart    |
| 26 marzo  | Dayton Open 1979 Dayton, Stati Uniti Sintetico indoor – 75 000 $ – S32/D16 Singolare - Doppio            | Cliff Drysdale Bruce Manson 3-6, 6-3, 7-6 | Ross Case Phil Dent           | Tom Gorman Tim Gullikson         | Kim Warwick Eliot Teltscher Victor Amaya Sherwood Stewart    |
| 26 marzo  | Milan Indoor 1979 Milano, Italia Sintetico indoor – 200 000 $ – S32/D16 Singolare - Doppio               | John McEnroe 6-4 6-3                      | John Alexander                | Adriano Panatta Vitas Gerulaitis | Björn Borg Gene Mayer Andrew Pattison Tomáš Šmíd             |
| 26 marzo  | Milan Indoor 1979 Milano, Italia Sintetico indoor – 200 000 $ – S32/D16 Singolare - Doppio               | Peter Fleming John McEnroe 6–1, 6–3       | José Luis Clerc Tomáš Šmíd    | Adriano Panatta Vitas Gerulaitis | Björn Borg Gene Mayer Andrew Pattison Tomáš Šmíd             |
| 26 marzo  | Stuttgart Indoor 1979 Stoccarda, Germania Cemento indoor – 75 000 $ – S32/D16 Singolare - Doppio         | Wojciech Fibak 6-2 6-2 3-6                | Guillermo Vilas               | Heinz Günthardt Vijay Amritraj   | Stanislav Birner Uli Pinner Brian Teacher Pavel Složil       |
| 26 marzo  | Stuttgart Indoor 1979 Stoccarda, Germania Cemento indoor – 75 000 $ – S32/D16 Singolare - Doppio         | Wojciech Fibak Tom Okker 6-3, 5-7, 7-6    | Bob Carmichael Brian Teacher  | Heinz Günthardt Vijay Amritraj   | Stanislav Birner Uli Pinner Brian Teacher Pavel Složil       |

### Aprile
| Settimana | Torneo                                                                                                | Vincitore                                        | Finalista                      | Semifinalisti                             | Eliminati ai quarti                                            |
| --------- | --- | ------------------------------------------------ | ------------------------------ | ----------------------------------------- | -------------------------------------------------------------- |
| 2 aprile  | ATP Nizza 1979 Nizza, Francia Terra rossa – 50 000 $ – S32/D16 Singolare - Doppio                     | Víctor Pecci 6-3 6-2 7-5                         | John Alexander                 | Corrado Barazzutti Jean-François Caujolle | Patrick Proisy Tomáš Šmíd Carlos Kirmayr Balázs Taróczy        |
| 2 aprile  | ATP Nizza 1979 Nizza, Francia Terra rossa – 50 000 $ – S32/D16 Singolare - Doppio                     | Paul McNamee Peter McNamara 6-1, 3-6, 6-2        | Pavel Složil Tomáš Šmíd        | Corrado Barazzutti Jean-François Caujolle | Patrick Proisy Tomáš Šmíd Carlos Kirmayr Balázs Taróczy        |
| 2 aprile  | Rotterdam Open 1979 Rotterdam, Paesi Bassi Sintetico indoor – 175 000 $ – S32/D16 Singolare - Doppio  | Björn Borg 6-4 6-2                               | John McEnroe                   | Peter Fleming Vijay Amritraj              | Johan Kriek Raúl Ramírez Wojciech Fibak Vitas Gerulaitis       |
| 2 aprile  | Rotterdam Open 1979 Rotterdam, Paesi Bassi Sintetico indoor – 175 000 $ – S32/D16 Singolare - Doppio  | Peter Fleming John McEnroe 6–4, 6–4              | Heinz Günthardt Bernard Mitton | Peter Fleming Vijay Amritraj              | Johan Kriek Raúl Ramírez Wojciech Fibak Vitas Gerulaitis       |
| 9 aprile  | Cairo Open 1979 Il Cairo, Egitto Terra rossa – 75 000 $ – S32/D16 Singolare - Doppio                  | Peter Feigl 7-5 3-6 6-1                          | Carlos Kirmayr                 | Peter McNamara Stan Smith                 | Georges Goven Ismail El Shafei Patrick Proisy Vijay Amritraj   |
| 9 aprile  | Cairo Open 1979 Il Cairo, Egitto Terra rossa – 75 000 $ – S32/D16 Singolare - Doppio                  | Peter McNamara Paul McNamee 7–5, 6–4             | Anand Amritraj Vijay Amritraj  | Peter McNamara Stan Smith                 | Georges Goven Ismail El Shafei Patrick Proisy Vijay Amritraj   |
| 9 aprile  | Monte Carlo Open 1979 Monte Carlo, Monaco Terra rossa – 175 000 $ – S32/D16 Singolare - Doppio        | Björn Borg 6-2 6-1 6-3                           | Vitas Gerulaitis               | Víctor Pecci John Alexander               | José Luis Clerc Yannick Noah Raúl Ramírez Ilie Năstase         |
| 9 aprile  | Monte Carlo Open 1979 Monte Carlo, Monaco Terra rossa – 175 000 $ – S32/D16 Singolare - Doppio        | Ilie Năstase Raúl Ramírez 6-3, 6-4               | Víctor Pecci Balázs Taróczy    | Víctor Pecci John Alexander               | José Luis Clerc Yannick Noah Raúl Ramírez Ilie Năstase         |
| 9 aprile  | ATP Tulsa 1979 Tulsa, Stati Uniti Cemento – 50 000 $ – S32/D16 Singolare - Doppio                     | Jimmy Connors 6-7 7-5 6-1                        | Eddie Dibbs                    | Butch Walts Eliot Teltscher               | Tim Wilkison Billy Martin Tom Gorman Jaime Fillol              |
| 9 aprile  | ATP Tulsa 1979 Tulsa, Stati Uniti Cemento – 50 000 $ – S32/D16 Singolare - Doppio                     | Francisco González Eliot Teltscher 6–7, 7–5, 6–3 | Colin Dibley Tom Gullikson     | Butch Walts Eliot Teltscher               | Tim Wilkison Billy Martin Tom Gorman Jaime Fillol              |
| 16 aprile | Houston Open 1979 Houston, Stati Uniti Terra rossa – 175 000 $ – S32/D16 Singolare - Doppio           | José Higueras 6-3 2-6 7-6                        | Gene Mayer                     | Manuel Orantes Roscoe Tanner              | Ricardo Ycaza Hans Gildemeister Eddie Dibbs Corrado Barazzutti |
| 16 aprile | Houston Open 1979 Houston, Stati Uniti Terra rossa – 175 000 $ – S32/D16 Singolare - Doppio           | Gene Mayer Sherwood Stewart 6-1, 5-7, 6-4        | John Alexander Geoff Masters   | Manuel Orantes Roscoe Tanner              | Ricardo Ycaza Hans Gildemeister Eddie Dibbs Corrado Barazzutti |
| 16 aprile | Johannesburg Indoor 1979 Johannesburg, Sudafrica Cemento – 75 000 $ – S32/D16 Singolare - Doppio      | José Luis Clerc 6-2 6-1                          | Deon Joubert                   | Patrice Dominguez Peter McNamara          | Heinz Günthardt David Schneider Andrew Pattison Carlos Kirmayr |
| 16 aprile | Johannesburg Indoor 1979 Johannesburg, Sudafrica Cemento – 75 000 $ – S32/D16 Singolare - Doppio      | Colin Dowdeswell Heinz Günthardt 6-3, 7-6        | Raymond Moore Ilie Năstase     | Patrice Dominguez Peter McNamara          | Heinz Günthardt David Schneider Andrew Pattison Carlos Kirmayr |
| 16 aprile | San Jose Indoor 1979 San Jose, Stati Uniti Sintetico indoor – 50 000 $ – S32/D16 Singolare - Doppio   | John McEnroe 7-6 7-6                             | Peter Fleming                  | Butch Walts Nick Saviano                  | Bill Scanlon Bruce Manson Hank Pfister Ferdi Taygan            |
| 16 aprile | San Jose Indoor 1979 San Jose, Stati Uniti Sintetico indoor – 50 000 $ – S32/D16 Singolare - Doppio   | Peter Fleming John McEnroe 6-3 6-4               | Hank Pfister Brad Rowe         | Butch Walts Nick Saviano                  | Bill Scanlon Bruce Manson Hank Pfister Ferdi Taygan            |
| 23 aprile | Alan King Tennis Classic 1979 Las Vegas, Stati Uniti Cemento – 250 000 $ – S32/D16 Singolare - Doppio | Björn Borg 6-3 6-2                               | Jimmy Connors                  | Gene Mayer John McEnroe                   | Tim Gullikson Adriano Panatta Johan Kriek Roscoe Tanner        |
| 23 aprile | Alan King Tennis Classic 1979 Las Vegas, Stati Uniti Cemento – 250 000 $ – S32/D16 Singolare - Doppio | Marty Riessen Sherwood Stewart 4–6, 6–4, 7–6     | Adriano Panatta Raúl Ramírez   | Gene Mayer John McEnroe                   | Tim Gullikson Adriano Panatta Johan Kriek Roscoe Tanner        |
| 30 aprile | WCT Finals 1979 Dallas, Stati Uniti Sintetico indoor – 200 000 $ – S8 Singolare                       | John McEnroe 7-5 4-6 6-2                         | Björn Borg                     | Jimmy Connors Vitas Gerulaitis            | Gene Mayer John Alexander Brian Gottfried Geoff Masters        |

### Maggio
| Settimana | Torneo | Vincitore                                 | Finalista                            | Semifinalisti                        | Eliminati ai quarti                                         |
| --------- | --- | ----------------------------------------- | ------------------------------------ | ------------------------------------ | ----------------------------------------------------------- |
| 14 maggio | ATP German Open 1979 Amburgo, Germania dell'Ovest Terra rossa – 175 000 $ – S64/D32 Singolare - Doppio                   | José Higueras 3-6, 6-1, 6-4, 6-1          | Harold Solomon                       | Eliot Teltscher Uli Pinner           | José Luis Clerc Eddie Dibbs Tomáš Šmíd Wojciech Fibak       |
| 14 maggio | ATP German Open 1979 Amburgo, Germania dell'Ovest Terra rossa – 175 000 $ – S64/D32 Singolare - Doppio                   | Jan Kodeš Tomáš Šmíd 6-3, 6-1, 7-6        | Mark Edmondson John Marks            | Eliot Teltscher Uli Pinner           | José Luis Clerc Eddie Dibbs Tomáš Šmíd Wojciech Fibak       |
| 14 maggio | ATP Firenze 1979 Firenze, Italia Terra rossa – 50 000 $ – S32/D16 Singolare - Doppio                                     | Raúl Ramírez 6-4 1-6 3-6                  | Karl Meiler                          | Jean-François Caujolle Pascal Portes | Arthur Ashe Pavel Složil Christopher Mottram Yannick Noah   |
| 14 maggio | ATP Firenze 1979 Firenze, Italia Terra rossa – 50 000 $ – S32/D16 Singolare - Doppio                                     | Paolo Bertolucci Adriano Panatta 6-4, 6-3 | Ivan Lendl Pavel Složil              | Jean-François Caujolle Pascal Portes | Arthur Ashe Pavel Složil Christopher Mottram Yannick Noah   |
| 21 maggio | Internazionali d'Italia 1979 Roma, Italia Terra rossa – 200 000 $ – S64/D32 Singolare - Doppio                           | Vitas Gerulaitis 6–7, 7–6, 6–7, 6–4, 6–2  | Guillermo Vilas                      | Gene Mayer Eddie Dibbs               | Adriano Panatta Terry Moor Harold Solomon Gianni Ocleppo    |
| 21 maggio | Internazionali d'Italia 1979 Roma, Italia Terra rossa – 200 000 $ – S64/D32 Singolare - Doppio                           | Peter Fleming Tomáš Šmíd 4–6, 6–1, 7–5    | José Luis Clerc Ilie Năstase         | Gene Mayer Eddie Dibbs               | Adriano Panatta Terry Moor Harold Solomon Gianni Ocleppo    |
| 21 maggio | Internazionali di Tennis di Baviera 1979 Monaco di Baviera, Germania Terra rossa – 75 000 $ – S32/D16 Singolare - Doppio | Manuel Orantes 6-3 6-2 6-4                | Wojciech Fibak                       | Jiří Hřebec Andrés Gómez             | Werner Zirngibl Iván Molina Jan Kodeš Peter Elter           |
| 21 maggio | Internazionali di Tennis di Baviera 1979 Monaco di Baviera, Germania Terra rossa – 75 000 $ – S32/D16 Singolare - Doppio | Wojciech Fibak Tom Okker 7-6, 7-5         | Jürgen Fassbender Jean-Louis Haillet | Jiří Hřebec Andrés Gómez             | Werner Zirngibl Iván Molina Jan Kodeš Peter Elter           |
| 28 maggio | Open di Francia 1979 Parigi, Francia Grande Slam Terra rossa - 375 000 $ Singolare - Doppio - Doppio misto               | Björn Borg 6–3, 6–1, 6(6)–7, 6–4          | Víctor Pecci                         | Vitas Gerulaitis Jimmy Connors       | Hans Gildemeister José Higueras Guillermo Vilas Eddie Dibbs |
| 28 maggio | Open di Francia 1979 Parigi, Francia Grande Slam Terra rossa - 375 000 $ Singolare - Doppio - Doppio misto               | Gene Mayer Sandy Mayer 6–4, 6–4, 6–4      | Ross Case Phil Dent                  | Vitas Gerulaitis Jimmy Connors       | Hans Gildemeister José Higueras Guillermo Vilas Eddie Dibbs |
| 28 maggio | Open di Francia 1979 Parigi, Francia Grande Slam Terra rossa - 375 000 $ Singolare - Doppio - Doppio misto               | Wendy Turnbull Bob Hewitt 6–3, 2–6, 6–3   | Virginia Ruzici Ion Țiriac           | Vitas Gerulaitis Jimmy Connors       | Hans Gildemeister José Higueras Guillermo Vilas Eddie Dibbs |

### Giugno
| Settimana | Torneo                                                                                                   | Vincitore                                     | Finalista                      | Semifinalisti                | Eliminati ai quarti                                        |
| --------- | --- | --------------------------------------------- | ------------------------------ | ---------------------------- | ---------------------------------------------------------- |
| 11 giugno | Brussels Outdoor 1979 Bruxelles, Belgio Terra rossa – 50 000 $ – S32/D16 Singolare - Doppio              | Balázs Taróczy 6-1 1-6 6-3                    | Ivan Lendl                     | Tomáš Šmíd Bernard Boileau   | Werner Zirngibl Uli Pinner Stefan Simonsson Andreas Maurer |
| 11 giugno | Brussels Outdoor 1979 Bruxelles, Belgio Terra rossa – 50 000 $ – S32/D16 Singolare - Doppio              | Billy Martin Peter McNamara 5–7, 7–5, 6–4     | Carlos Kirmayr Balázs Taróczy  | Tomáš Šmíd Bernard Boileau   | Werner Zirngibl Uli Pinner Stefan Simonsson Andreas Maurer |
| 11 giugno | Queen's Club Championships 1979 Londra, Gran Bretagna Erba – 125 000 $ – S64/D32 Singolare - Doppio      | John McEnroe 6-7 6-1 6-1                      | Víctor Pecci                   | Arthur Ashe Roscoe Tanner    | Bob Lutz Dick Stockton Nick Saviano Sandy Mayer            |
| 11 giugno | Queen's Club Championships 1979 Londra, Gran Bretagna Erba – 125 000 $ – S64/D32 Singolare - Doppio      | Tim Gullikson Tom Gullikson 6–4, 6–4          | Marty Riessen Sherwood Stewart | Arthur Ashe Roscoe Tanner    | Bob Lutz Dick Stockton Nick Saviano Sandy Mayer            |
| 18 giugno | Berlin Open 1979 Berlino, Germania Terra rossa – 50 000 $ – S32/D16 Singolare - Doppio                   | Peter McNamara 6-4, 6-0, 6-7, 6-2             | Patrice Dominguez              | Fernando Luna Tomáš Šmíd     | Balázs Taróczy Carlos Kirmayr Klaus Eberhard Ivan Lendl    |
| 18 giugno | Berlin Open 1979 Berlino, Germania Terra rossa – 50 000 $ – S32/D16 Singolare - Doppio                   | Carlos Kirmayr Ivan Lendl 6-2, 6-1            | Jorge Andrew Stanislav Birner  | Fernando Luna Tomáš Šmíd     | Balázs Taróczy Carlos Kirmayr Klaus Eberhard Ivan Lendl    |
| 18 giugno | Surrey Grass Court Championships 1979 Surbiton, Inghilterra Erba – 50 000 $ – S32/D16 Singolare - Doppio | Victor Amaya 6-4 7-5                          | Mark Edmondson                 | Brian Gottfried Colin Dibley | Tim Wilkison Hank Pfister Pat Du Pré Bernie Mitton         |
| 18 giugno | Surrey Grass Court Championships 1979 Surbiton, Inghilterra Erba – 50 000 $ – S32/D16 Singolare - Doppio | Tim Gullikson Tom Gullikson 6–3, 6–7, 8–6     | Pat Du Pré Marty Riessen       | Brian Gottfried Colin Dibley | Tim Wilkison Hank Pfister Pat Du Pré Bernie Mitton         |
| 25 giugno | Torneo di Wimbledon 1979 Wimbledon, Gran Bretagna Grande Slam Erba Singolare - Doppio - Misto            | Björn Borg 6(4)–7, 6–1, 3–6, 6–3, 6–4         | Roscoe Tanner                  | Jimmy Connors Pat Du Pré     | Tom Okker Bill Scanlon Adriano Panatta Tim Gullikson       |
| 25 giugno | Torneo di Wimbledon 1979 Wimbledon, Gran Bretagna Grande Slam Erba Singolare - Doppio - Misto            | Peter Fleming John McEnroe 4–6, 6–4, 6–2, 6–2 | Brian Gottfried Raúl Ramírez   | Jimmy Connors Pat Du Pré     | Tom Okker Bill Scanlon Adriano Panatta Tim Gullikson       |
| 25 giugno | Torneo di Wimbledon 1979 Wimbledon, Gran Bretagna Grande Slam Erba Singolare - Doppio - Misto            | Greer Stevens Bob Hewitt 7–5, 7–6(7)          | Betty Stöve Frew McMillan      | Jimmy Connors Pat Du Pré     | Tom Okker Bill Scanlon Adriano Panatta Tim Gullikson       |

### Luglio
| Settimana | Torneo | Vincitore                                         | Finalista                     | Semifinalisti                     | Eliminati ai quarti                                                |
| --------- | --- | ------------------------------------------------- | ----------------------------- | --------------------------------- | ------------------------------------------------------------------ |
| 9 luglio  | WCT Invitational 1979 Forest Hills, Stati Uniti Terra verde– 300 000 $ – S16/D8 Singolare - Doppio          | Eddie Dibbs 7-6 6-1                               | Harold Solomon                | Víctor Pecci Wojciech Fibak       | Round Robin                                                        |
| 9 luglio  | WCT Invitational 1979 Forest Hills, Stati Uniti Terra verde– 300 000 $ – S16/D8 Singolare - Doppio          | Peter Fleming John McEnroe 6–7, 7–6, 6–3          | Gene Mayer Sandy Mayer        | Víctor Pecci Wojciech Fibak       | Round Robin                                                        |
| 9 luglio  | Swiss Open Gstaad 1979 Gstaad, Svizzera Terra rossa – 75 000 $ – S32/D16 Singolare - Doppio                 | Uli Pinner 6-2 6-4 7-5                            | Peter McNamara                | Ismail El Shafei José Luis Clerc  | Pascal Portes Heinz Günthardt Tom Okker Patrick Proisy             |
| 9 luglio  | Swiss Open Gstaad 1979 Gstaad, Svizzera Terra rossa – 75 000 $ – S32/D16 Singolare - Doppio                 | Mark Edmondson John Marks 2-6, 6-1, 6-4           | Ion Țiriac Guillermo Vilas    | Ismail El Shafei José Luis Clerc  | Pascal Portes Heinz Günthardt Tom Okker Patrick Proisy             |
| 9 luglio  | Hall of Fame Tennis Championships 1979 Newport, USA Erba – 100 000 $ – S32/D16 Singolare - Doppio           | Brian Teacher 1-6 6-3 6-4                         | Stan Smith                    | Hank Pfister Tim Wilkison         | Tim Gullikson Geoff Masters Bob Lutz Chris Kachel                  |
| 9 luglio  | Hall of Fame Tennis Championships 1979 Newport, USA Erba – 100 000 $ – S32/D16 Singolare - Doppio           | Bob Lutz Stan Smith 6-4, 7-6                      | John James Chris Kachel       | Hank Pfister Tim Wilkison         | Tim Gullikson Geoff Masters Bob Lutz Chris Kachel                  |
| 16 luglio | Washington Open 1979 Washington, Stati Uniti Terra rossa – 175 000 $ – S64/D32 Singolare - Doppio           | Guillermo Vilas 7-6 7-6                           | Víctor Pecci                  | José Luis Clerc Eddie Dibbs       | Geoff Masters Hans Gildemeister José Higueras Eliot Teltscher      |
| 16 luglio | Washington Open 1979 Washington, Stati Uniti Terra rossa – 175 000 $ – S64/D32 Singolare - Doppio           | Marty Riessen Sherwood Stewart 2-6, 6-3, 6-4      | Brian Gottfried Raúl Ramírez  | José Luis Clerc Eddie Dibbs       | Geoff Masters Hans Gildemeister José Higueras Eliot Teltscher      |
| 16 luglio | Swedish Open 1979 Båstad, Svezia Terra rossa – 75 000 $ – S32/D16 Singolare - Doppio                        | Björn Borg 6-1 7-5                                | Balázs Taróczy                | Kjell Johansson Patrick Proisy    | Billy Martin Heinz Günthardt Mark Edmondson Per Hjertquist         |
| 16 luglio | Swedish Open 1979 Båstad, Svezia Terra rossa – 75 000 $ – S32/D16 Singolare - Doppio                        | Heinz Günthardt Bob Hewitt 6-2, 6-2               | Mark Edmondson John Marks     | Kjell Johansson Patrick Proisy    | Billy Martin Heinz Günthardt Mark Edmondson Per Hjertquist         |
| 16 luglio | Mercedes Cup 1979 Stoccarda, Germania Terra rossa – 75 000 $ – S32/D16 Singolare - Doppio                   | Tomáš Šmíd 6-4 6-0 6-2                            | Uli Pinner                    | Rolf Gehring Colin Dowdeswell     | Wojciech Fibak Željko Franulović Peter McNamara Pavel Hutka        |
| 16 luglio | Mercedes Cup 1979 Stoccarda, Germania Terra rossa – 75 000 $ – S32/D16 Singolare - Doppio                   | Colin Dowdeswell Frew McMillan 6-4, 6-2, 2-6, 6-4 | Wojciech Fibak Pavel Složil   | Rolf Gehring Colin Dowdeswell     | Wojciech Fibak Željko Franulović Peter McNamara Pavel Hutka        |
| 23 luglio | Dutch Open 1979 Hilversum, Paesi Bassi Terra rossa – 75 000 $ – S32/D16 Singolare - Doppio                  | Balázs Taróczy 6-2 6-2 6-1                        | Tomáš Šmíd                    | Uli Pinner Jan Kodeš              | Jean Louis Haillet Christopher Mottram Peter McNamara Louk Sanders |
| 23 luglio | Dutch Open 1979 Hilversum, Paesi Bassi Terra rossa – 75 000 $ – S32/D16 Singolare - Doppio                  | Tom Okker Balázs Taróczy 6-1 6-3                  | Jan Kodeš Tomáš Šmíd          | Uli Pinner Jan Kodeš              | Jean Louis Haillet Christopher Mottram Peter McNamara Louk Sanders |
| 23 luglio | Austrian Open 1979 Kitzbühel, Austria Terra rossa – 75 000 $ – S32/D64 Singolare - Doppio                   | Vitas Gerulaitis 6-2 6-2 6-4                      | Pavel Složil                  | Heinz Günthardt Christophe Freyss | Željko Franulović Wojciech Fibak Chris Lewis Antonio Muñoz         |
| 23 luglio | Austrian Open 1979 Kitzbühel, Austria Terra rossa – 75 000 $ – S32/D64 Singolare - Doppio                   | Željko Franulović Heinz Günthardt 6-2, 6-4        | Dick Crealy Antonio Zugarelli | Heinz Günthardt Christophe Freyss | Željko Franulović Wojciech Fibak Chris Lewis Antonio Muñoz         |
| 23 luglio | Louisville Open 1979 Louisville, Stati Uniti Terra rossa – 175 000 $ – S64/D32 Singolare - Doppio           | John Alexander 7–6, 6–7, 3–3 ritiro               | Terry Moor                    | Eliot Teltscher José Luis Clerc   | Harold Solomon Deon Joubert Ross Case Eddie Dibbs                  |
| 23 luglio | Louisville Open 1979 Louisville, Stati Uniti Terra rossa – 175 000 $ – S64/D32 Singolare - Doppio           | Marty Riessen Sherwood Stewart 6–2, 1–6, 6–1      | Vijay Amritraj Raúl Ramírez   | Eliot Teltscher José Luis Clerc   | Harold Solomon Deon Joubert Ross Case Eddie Dibbs                  |
| 29 luglio | ATP Volvo International 1979 North Conway, Stati Uniti Terra rossa – 175 000 $ – S64/D32 Singolare - Doppio | Harold Solomon 5-7 6-4 7-6                        | José Higueras                 | Eddie Dibbs Guillermo Vilas       | Balázs Taróczy José Luis Clerc Víctor Pecci Corrado Barazzutti     |
| 29 luglio | ATP Volvo International 1979 North Conway, Stati Uniti Terra rossa – 175 000 $ – S64/D32 Singolare - Doppio | Ion Țiriac Guillermo Vilas 6–4, 7–6               | John Sadri Tim Wilkison       | Eddie Dibbs Guillermo Vilas       | Balázs Taróczy José Luis Clerc Víctor Pecci Corrado Barazzutti     |
| 29 luglio | South Orange Open 1979 South Orange, Stati Uniti Terra rossa – 75 000 $ – S32/D16 Singolare - Doppio        | John McEnroe 6-7 6-4 6-0                          | John Lloyd                    | Jay Lapidus Vitas Gerulaitis      | Chris Kachel Fred McNair Anand Amritraj Emilio Montano             |
| 29 luglio | South Orange Open 1979 South Orange, Stati Uniti Terra rossa – 75 000 $ – S32/D16 Singolare - Doppio        | Peter Fleming John McEnroe 6–1, 6–3               | Fritz Buehning Bruce Nichols  | Jay Lapidus Vitas Gerulaitis      | Chris Kachel Fred McNair Anand Amritraj Emilio Montano             |
| 29 luglio | Lafayette Open 1979 Lafayette, Stati Uniti Sintetico indoor – 75 000 $ – S32/D16 Singolare - Doppio         | Marty Riessen 6-4 5-7 6-2                         | Pat Du Pré                    | Brad Drewett Vincent Van patten   | Kevin Curren Victor Amaya Rick Fisher Tom Gorman                   |
| 29 luglio | Lafayette Open 1979 Lafayette, Stati Uniti Sintetico indoor – 75 000 $ – S32/D16 Singolare - Doppio         | Marty Riessen Sherwood Stewart 6-4, 6-4           | Victor Amaya Eric Friedler    | Brad Drewett Vincent Van patten   | Kevin Curren Victor Amaya Rick Fisher Tom Gorman                   |

### Agosto
| Settimana | Torneo | Vincitore                                  | Finalista                      | Semifinalisti               | Eliminati ai quarti                                          |
| --------- | --- | ------------------------------------------ | ------------------------------ | --------------------------- | ------------------------------------------------------------ |
| 6 agosto  | Columbus Open 1979 Columbus, Stati Uniti Terra rossa – 75 000 $ – S32/D16 Singolare - Doppio                               | Brian Gottfried 6-3 6-0                    | Eddie Dibbs                    | Bernie Mitton Ilie Năstase  | Terry Moor Francisco González Tom Gullikson Vijay Amritraj   |
| 6 agosto  | Columbus Open 1979 Columbus, Stati Uniti Terra rossa – 75 000 $ – S32/D16 Singolare - Doppio                               | Brian Gottfried Robert Lutz 4-6 6-3 7-6    | Tim Gullikson Tom Gullikson    | Bernie Mitton Ilie Năstase  | Terry Moor Francisco González Tom Gullikson Vijay Amritraj   |
| 6 agosto  | U.S. Men's Clay Court Championships 1979 Indianapolis, Indiana, USA Terra rossa – 175 000 $ – S64/D32 Singolare - Doppio   | Jimmy Connors 6-1 2-6 6-4                  | Guillermo Vilas                | José Higueras John McEnroe  | Ivan Lendl Corrado Barazzutti José Luis Clerc Manuel Orantes |
| 6 agosto  | U.S. Men's Clay Court Championships 1979 Indianapolis, Indiana, USA Terra rossa – 175 000 $ – S64/D32 Singolare - Doppio   | Gene Mayer John McEnroe 6-4, 7-6           | Jan Kodeš Tomáš Šmíd           | José Higueras John McEnroe  | Ivan Lendl Corrado Barazzutti José Luis Clerc Manuel Orantes |
| 13 agosto | ATP Cleveland 1979 Cleveland, Stati Uniti Cemento – 50 000 $ – S32/D16 Singolare - Doppio                                  | Stan Smith 7-6 7-5                         | Ilie Năstase                   | Gene Malin Bob Lutz         | Ramesh Krishnan John Yuill Chris Kachel Francisco González   |
| 13 agosto | ATP Cleveland 1979 Cleveland, Stati Uniti Cemento – 50 000 $ – S32/D16 Singolare - Doppio                                  | Robert Lutz Stan Smith 6–3, 6–4            | Francisco González Fred McNair | Gene Malin Bob Lutz         | Ramesh Krishnan John Yuill Chris Kachel Francisco González   |
| 13 agosto | Canada Open 1979 Toronto, Canada Cemento – 175 000 $ – S64/D32 Singolare - Doppio                                          | Björn Borg 6-3 6-3                         | John McEnroe                   | Ivan Lendl Vitas Gerulaitis | Gene Mayer Phil Dent Paul Kronk Wojciech Fibak               |
| 13 agosto | Canada Open 1979 Toronto, Canada Cemento – 175 000 $ – S64/D32 Singolare - Doppio                                          | Peter Fleming John McEnroe 6–7, 7-6, 6-1   | Heinz Günthardt Bob Hewitt     | Ivan Lendl Vitas Gerulaitis | Gene Mayer Phil Dent Paul Kronk Wojciech Fibak               |
| 13 agosto | Stowe Open 1979 Stowe, Stati Uniti Cemento – 75 000 $ – S32/D16 Singolare - Doppio                                         | Jimmy Connors 6-0 6-1                      | Mike Cahill                    | Johan Kriek Tim Gullikson   | Anand Amritraj Fritz Buehning Tom Gullikson William Maze     |
| 13 agosto | Stowe Open 1979 Stowe, Stati Uniti Cemento – 75 000 $ – S32/D16 Singolare - Doppio                                         | Mike Cahill Steve Krulevitz 3–6, 6–3, 6–4  | Anand Amritraj Colin Dibley    | Johan Kriek Tim Gullikson   | Anand Amritraj Fritz Buehning Tom Gullikson William Maze     |
| 20 agosto | U.S. Pro Tennis Championships 1979 Boston, Massachusetts, Stati Uniti Terra rossa – 175 000 $ – S64/D32 Singolare - Doppio | José Higueras 6-3 6-1                      | Hans Gildemeister              | Tomáš Šmíd Manuel Orantes   | Vijay Amritraj Pavel Složil Johan Kriek Ivan Lendl           |
| 20 agosto | U.S. Pro Tennis Championships 1979 Boston, Massachusetts, Stati Uniti Terra rossa – 175 000 $ – S64/D32 Singolare - Doppio | Ball/ Warwick Günthardt/ Složil diviso     |                                | Tomáš Šmíd Manuel Orantes   | Vijay Amritraj Pavel Složil Johan Kriek Ivan Lendl           |
| 20 agosto | Cincinnati Open 1979 Cincinnati, Stati Uniti Cemento – 200 000 $ – S64/D32 Singolare - Doppio                              | Peter Fleming 6-4 6-2                      | Roscoe Tanner                  | Bernie Mitton Pat Du Pré    | Ilie Năstase Tom Gorman Stan Smith Harold Solomon            |
| 20 agosto | Cincinnati Open 1979 Cincinnati, Stati Uniti Cemento – 200 000 $ – S64/D32 Singolare - Doppio                              | Brian Gottfried Ilie Năstase 1-6, 6-3, 7-6 | Bob Lutz Stan Smith            | Bernie Mitton Pat Du Pré    | Ilie Năstase Tom Gorman Stan Smith Harold Solomon            |
| 27 agosto | US Open 1979 New York, Stati Uniti Grande Slam Cemento - 128S/64D Singolare - Doppio - Doppio misto                        | John McEnroe 7-5 6-3 6-3                   | Vitas Gerulaitis               | Roscoe Tanner Jimmy Connors | Björn Borg Johan Kriek Eddie Dibbs Pat Du Pré                |
| 27 agosto | US Open 1979 New York, Stati Uniti Grande Slam Cemento - 128S/64D Singolare - Doppio - Doppio misto                        | John McEnroe Peter Fleming 6-2, 6-4        | Bob Lutz Stan Smith            | Roscoe Tanner Jimmy Connors | Björn Borg Johan Kriek Eddie Dibbs Pat Du Pré                |
| 27 agosto | US Open 1979 New York, Stati Uniti Grande Slam Cemento - 128S/64D Singolare - Doppio - Doppio misto                        | Greer Stevens Bob Hewitt 6–3, 7-5          | Betty Stöve Frew McMillan      | Roscoe Tanner Jimmy Connors | Björn Borg Johan Kriek Eddie Dibbs Pat Du Pré                |

### Settembre
| Settimana    | Torneo | Vincitore                                       | Finalista                      | Semifinalisti                       | Eliminati ai quarti                                         |
| ------------ | --- | ----------------------------------------------- | ------------------------------ | ----------------------------------- | ----------------------------------------------------------- |
| 10 settembre | Atlanta Open 1979 Atlanta, Stati Uniti Cemento – 50 000 $ – S32/D16 Singolare - Doppio                                    | Eliot Teltscher 6-3 4-6 6-2                     | John Alexander                 | Terry Moor Eric Friedler            | Terry Rocavert Russell Simpson Kevin Curren David Schneider |
| 10 settembre | Atlanta Open 1979 Atlanta, Stati Uniti Cemento – 50 000 $ – S32/D16 Singolare - Doppio                                    | Raymond Moore Ilie Năstase 6-4, 6-2             | Steve Docherty Eliot Teltscher | Terry Moor Eric Friedler            | Terry Rocavert Russell Simpson Kevin Curren David Schneider |
| 10 settembre | ATP World of Doubles 1979 Woodlands, Stati Uniti Cemento – 150 000 $ – S32/D32 Doppio                                     | Marty Riessen Sherwood Stewart 6–3, 2–2, ritiro | Bob Carmichael Tim Gullikson   |                                     |                                                             |
| 17 settembre | Los Angeles Open 1979 Los Angeles, California, Stati Uniti Sintetico indoor – 175 000 $ – S64/D32 Singolare - Doppio      | Peter Fleming 6-4 6-4                           | John McEnroe                   | Eliot Teltscher Victor Amaya        | Gene Mayer Hank Pfister Vincent Van patten Roscoe Tanner    |
| 17 settembre | Los Angeles Open 1979 Los Angeles, California, Stati Uniti Sintetico indoor – 175 000 $ – S64/D32 Singolare - Doppio      | Marty Riessen Sherwood Stewart 6-4, 6-4         | Wojciech Fibak Frew McMillan   | Eliot Teltscher Victor Amaya        | Gene Mayer Hank Pfister Vincent Van patten Roscoe Tanner    |
| 17 settembre | Campionati Internazionali di Sicilia 1979 Palermo, Italia Terra rossa – 75 000 $ – S32/D16 Singolare - Doppio             | Björn Borg 6-4 6-0 6-4                          | Corrado Barazzutti             | Christopher Mottram Adriano Panatta | Per Hjertquist Louk Sanders Carlos Kirmayr Peter McNamara   |
| 17 settembre | Campionati Internazionali di Sicilia 1979 Palermo, Italia Terra rossa – 75 000 $ – S32/D16 Singolare - Doppio             | Peter McNamara Paul McNamee 7-5, 7-6            | Ismail El Shafei John Feaver   | Christopher Mottram Adriano Panatta | Per Hjertquist Louk Sanders Carlos Kirmayr Peter McNamara   |
| 24 settembre | Pacific Coast Championships 1979 San Francisco, California, USA Sintetico indoor – 175 000 $ – S64/D32 Singolare - Doppio | John McEnroe 4-6 7-5 6-2                        | Peter Fleming                  | Tim Gullikson Pat Du Pré            | Butch Walts Hank Pfister Raymond Moore Billy Martin         |
| 24 settembre | Pacific Coast Championships 1979 San Francisco, California, USA Sintetico indoor – 175 000 $ – S64/D32 Singolare - Doppio | Peter Fleming John McEnroe 6-2, 6-3             | Wojciech Fibak Frew McMillan   | Tim Gullikson Pat Du Pré            | Butch Walts Hank Pfister Raymond Moore Billy Martin         |
| 24 settembre | Madrid Tennis Grand Prix 1979 Madrid, Spagna Terra rossa – 75 000 $ – S64/D32 Singolare - Doppio                          | Yannick Noah 6-3, 6-7, 6-3, 6-2                 | Manuel Orantes                 | José Higueras José Luis Clerc       | Keith Richardson Gabriel Urpi Peter McNamara Paul McNamee   |
| 24 settembre | Madrid Tennis Grand Prix 1979 Madrid, Spagna Terra rossa – 75 000 $ – S64/D32 Singolare - Doppio                          | Carlos Kirmayr Cássio Motta 7-6, 6-4            | Robin Drysdale John Feaver     | José Higueras José Luis Clerc       | Keith Richardson Gabriel Urpi Peter McNamara Paul McNamee   |

### Ottobre
| Settimana  | Torneo | Vincitore                                   | Finalista                      | Semifinalisti                      | Eliminati ai quarti                                                  |
| ---------- | --- | ------------------------------------------- | ------------------------------ | ---------------------------------- | -------------------------------------------------------------------- |
| 1º ottobre | ATP Bordeaux 1979 Bordeaux, Francia Terra rossa – 75 000 $ – S32/D16 Singolare - Doppio                        | Yannick Noah 6–0, 6–7, 6–1, 1–6, 6–4        | Harold Solomon                 | Carlos Kirmayr Ángel Giménez       | Éric Deblicker Eliot Teltscher Terry Moor Patrick Proisy             |
| 1º ottobre | ATP Bordeaux 1979 Bordeaux, Francia Terra rossa – 75 000 $ – S32/D16 Singolare - Doppio                        | Patrice Dominguez Denis Naegelen 6-4, 6-4   | Bernard Fritz Iván Molina      | Carlos Kirmayr Ángel Giménez       | Éric Deblicker Eliot Teltscher Terry Moor Patrick Proisy             |
| 1º ottobre | Hawaiian Open 1979 Kaanapali, Hawaii, Stati Uniti Cemento – 100 000 $ – S48/D24 Singolare - Doppio             | Bill Scanlon 6-1 6-1                        | Peter Fleming                  | Victor Amaya Tom Gorman            | Vincent Van patten Trey Waltke Bruce Manson Rod Frawley              |
| 1º ottobre | Hawaiian Open 1979 Kaanapali, Hawaii, Stati Uniti Cemento – 100 000 $ – S48/D24 Singolare - Doppio             | John Lloyd Nick Saviano 7–5, 6–4            | Rod Frawley Francisco González | Victor Amaya Tom Gorman            | Vincent Van patten Trey Waltke Bruce Manson Rod Frawley              |
| 8 ottobre  | Torneo Godó 1979 Barcellona, Spagna Terra rossa – 175 000 $ – S64/D32 Singolare - Doppio                       | Hans Gildemeister 6-4 6-3 6-1               | Eddie Dibbs                    | Raúl Ramírez Harold Solomon        | Manuel Orantes Adriano Panatta Tomáš Šmíd Carlos Kirmayr             |
| 8 ottobre  | Torneo Godó 1979 Barcellona, Spagna Terra rossa – 175 000 $ – S64/D32 Singolare - Doppio                       | Paolo Bertolucci Adriano Panatta 6-4, 6-3   | Carlos Kirmayr Cássio Motta    | Raúl Ramírez Harold Solomon        | Manuel Orantes Adriano Panatta Tomáš Šmíd Carlos Kirmayr             |
| 8 ottobre  | Tel Aviv Open 1979 Israele, Tel Aviv Cemento – 50 000 $ – S32/D16 Singolare - Doppio                           | Tom Okker 6-4 6-3                           | Per Hjertquist                 | Colin Dibley Stefan Simonsson      | Richard Lewis Andreas Maurer David Schneider Shlomo Glickstein       |
| 8 ottobre  | Tel Aviv Open 1979 Israele, Tel Aviv Cemento – 50 000 $ – S32/D16 Singolare - Doppio                           | Ilie Năstase Tom Okker 7–5, 6–4             | Mike Cahill Colin Dibley       | Colin Dibley Stefan Simonsson      | Richard Lewis Andreas Maurer David Schneider Shlomo Glickstein       |
| 8 ottobre  | South Pacific Tennis Classic 1979 Brisbane, Australia Erba – 50 000 $ – S32/D16 Singolare - Doppio             | Phil Dent 7-6 6-2 6-3                       | Ross Case                      | Mark Edmondson Ken Rosewall        | Matt Mitchell Brad Drewett Kim Warwick Tom Gorman                    |
| 8 ottobre  | South Pacific Tennis Classic 1979 Brisbane, Australia Erba – 50 000 $ – S32/D16 Singolare - Doppio             | Ross Case Geoff Masters 7-6, 6-2            | John James Chris Kachel        | Mark Edmondson Ken Rosewall        | Matt Mitchell Brad Drewett Kim Warwick Tom Gorman                    |
| 15 ottobre | Swiss Indoors 1979 Basilea, Svizzera Cemento indoor – 75 000 $ – S32/D16 Singolare - Doppio                    | Brian Gottfried 7-5, 6-1, 4-6, 6-3          | Johan Kriek                    | Yannick Noah Eddie Dibbs           | Björn Borg Ivan Lendl Raúl Ramírez Pascal Portes                     |
| 15 ottobre | Swiss Indoors 1979 Basilea, Svizzera Cemento indoor – 75 000 $ – S32/D16 Singolare - Doppio                    | Bob Hewitt Frew McMillan 6-3, 6-4           | Brian Gottfried Raúl Ramírez   | Yannick Noah Eddie Dibbs           | Björn Borg Ivan Lendl Raúl Ramírez Pascal Portes                     |
| 15 ottobre | Australian Indoor Championships 1979 Sydney, Australia Cemento indoor – 175 000 $ – S32/D16 Singolare - Doppio | Vitas Gerulaitis 4–6, 6–3, 6–1, 7–6         | Guillermo Vilas                | Francisco González Kim Warwick     | John Newcombe Dale Collings Phil Dent Peter Feigl                    |
| 15 ottobre | Australian Indoor Championships 1979 Sydney, Australia Cemento indoor – 175 000 $ – S32/D16 Singolare - Doppio | Rod Frawley Francisco González abbandono    | Vijay Amritraj Pat Du Pré      | Francisco González Kim Warwick     | John Newcombe Dale Collings Phil Dent Peter Feigl                    |
| 22 ottobre | Japan Open Tennis Championships 1979 Tokyo, Giappone Terra rossa – 125 000 $ – S64/D32 Singolare - Doppio      | Terry Moor 3-6 7-6 6-2                      | Pat Du Pré                     | John Sadri Christopher Mottram     | Jun Kamiwazumi Kim Warwick Rod Frawley Christofer Delaney            |
| 22 ottobre | Japan Open Tennis Championships 1979 Tokyo, Giappone Terra rossa – 125 000 $ – S64/D32 Singolare - Doppio      | Colin Dibley Pat Du Pré 3-6, 6-1, 6-1       | Rod Frawley Francisco González | John Sadri Christopher Mottram     | Jun Kamiwazumi Kim Warwick Rod Frawley Christofer Delaney            |
| 22 ottobre | Vienna Open 1979 Vienna, Austria Cemento indoor – 100 000 $ – S48/D24 Singolare - Doppio                       | Stan Smith 6-4 6-0 6-2                      | Wojciech Fibak                 | Ivan Lendl Gene Mayer              | Corrado Barazzutti Mark Cox Željko Franulović Frew McMillan          |
| 22 ottobre | Vienna Open 1979 Vienna, Austria Cemento indoor – 100 000 $ – S48/D24 Singolare - Doppio                       | Bob Hewitt Frew McMillan 6–1, 6–4           | Brian Gottfried Raúl Ramírez   | Ivan Lendl Gene Mayer              | Corrado Barazzutti Mark Cox Željko Franulović Frew McMillan          |
| 29 ottobre | Cologne Grand Prix 1979 Colonia, Germania Cemento indoor – 75 000 $ – S32/D16 Singolare - Doppio               | Gene Mayer 6-3 3-6 6-1                      | Wojciech Fibak                 | Nick Saviano Heinz Günthardt       | Željko Franulović Bruce Manson Stan Smith Eliot Teltscher            |
| 29 ottobre | Cologne Grand Prix 1979 Colonia, Germania Cemento indoor – 75 000 $ – S32/D16 Singolare - Doppio               | Gene Mayer Stan Smith 6–3, 6–4              | Heinz Günthardt Pavel Složil   | Nick Saviano Heinz Günthardt       | Željko Franulović Bruce Manson Stan Smith Eliot Teltscher            |
| 29 ottobre | Paris Open 1979 Parigi, Francia Cemento indoor – 50 000 $ – S32/D16 Singolare - Doppio                         | Harold Solomon 6–3, 2–6, 6–3, 6–4           | Corrado Barazzutti             | Vincent Van patten Brian Gottfried | Raúl Ramírez Jean Louis Haillet Pascal Portes Jean-François Caujolle |
| 29 ottobre | Paris Open 1979 Parigi, Francia Cemento indoor – 50 000 $ – S32/D16 Singolare - Doppio                         | Jean-Louis Haillet Gilles Moretton 7–6, 7–6 | John Lloyd Tony Lloyd          | Vincent Van patten Brian Gottfried | Raúl Ramírez Jean Louis Haillet Pascal Portes Jean-François Caujolle |
| 29 ottobre | Tokyo Indoor 1979 Tokyo, Giappone Sintetico indoor – 300 000 $ – S64/D32 Singolare - Doppio                    | Björn Borg 6-2 6-2                          | Jimmy Connors                  | John Sadri Vitas Gerulaitis        | Bob Lutz Vijay Amritraj Yannick Noah Tim Gullikson                   |
| 29 ottobre | Tokyo Indoor 1979 Tokyo, Giappone Sintetico indoor – 300 000 $ – S64/D32 Singolare - Doppio                    | Marty Riessen Sherwood Stewart 6-4, 7-6     | Mike Cahill Terry Moor         | John Sadri Vitas Gerulaitis        | Bob Lutz Vijay Amritraj Yannick Noah Tim Gullikson                   |

### Novembre
| Settimana   | Torneo | Vincitore                                  | Finalista                       | Semifinalisti                     | Eliminati ai quarti                                              |  |
| ----------- | --- | ------------------------------------------ | ------------------------------- | --------------------------------- | ---------------------------------------------------------------- |  |
| 5 novembre  | Hong Kong Open 1979 Hong Kong, Hong Kong Cemento – 75 000 $ – S32/D16 Singolare - Doppio                                 | Jimmy Connors 7-5 6-3 6-1                  | Pat Du Pré                      | Christopher Mottram Roscoe Tanner | Butch Walts John Sadri Tim Wilkison Mark Edmondson               |  |
| 5 novembre  | Hong Kong Open 1979 Hong Kong, Hong Kong Cemento – 75 000 $ – S32/D16 Singolare - Doppio                                 | Pat Du Pré Robert Lutz 6–3, 6–4            | Steve Denton Mark Turpin        | Christopher Mottram Roscoe Tanner | Butch Walts John Sadri Tim Wilkison Mark Edmondson               |  |
| 5 novembre  | Quito Open 1979 Quito, Ecuador Terra rossa – 75 000 $ – S32/D16 Singolare - Doppio                                       | Víctor Pecci 2-6 6-4 6-2                   | José Higueras                   | Andrés Gómez José Luis Clerc      | João Soares Iván Molina Hans Gildemeister Jaime Fillol           |  |
| 5 novembre  | Quito Open 1979 Quito, Ecuador Terra rossa – 75 000 $ – S32/D16 Singolare - Doppio                                       | Álvaro Fillol Jaime Fillol 6–7, 6–3, 6–1   | Iván Molina Jairo Velasco, Sr.  | Andrés Gómez José Luis Clerc      | João Soares Iván Molina Hans Gildemeister Jaime Fillol           |  |
| 5 novembre  | Stockholm Open 1979 Stoccolma, Svezia Cemento indoor – 175 000 $ – S64/D32 Singolare - Doppio                            | John McEnroe 6-7 6-3 6-3                   | Gene Mayer                      | Wojciech Fibak Brian Gottfried    | Nick Saviano Peter Fleming Tim Gullikson Harold Solomon          |  |
| 5 novembre  | Stockholm Open 1979 Stoccolma, Svezia Cemento indoor – 175 000 $ – S64/D32 Singolare - Doppio                            | John McEnroe Peter Fleming 6–4, 6–4        | Tom Okker Wojciech Fibak        | Wojciech Fibak Brian Gottfried    | Nick Saviano Peter Fleming Tim Gullikson Harold Solomon          |  |
| 12 novembre | International Tennis Championships of Colombia 1979 Bogotà, Colombia Terra rossa – 50 000 $ – S32/D12 Singolare - Doppio | Víctor Pecci 6-3 6-4                       | Jairo Velasco, Sr.              | Reinhart Probst Raúl Viver        | José Higueras Roger Guedes Alejandro Cortes Thomaz Koch          |  |
| 12 novembre | International Tennis Championships of Colombia 1979 Bogotà, Colombia Terra rossa – 50 000 $ – S32/D12 Singolare - Doppio | Emilio Montano Jairo Velasco, Sr. 6–2, 6–4 | Bruce Nichols Charles Owens     | Reinhart Probst Raúl Viver        | José Higueras Roger Guedes Alejandro Cortes Thomaz Koch          |  |
| 12 novembre | ATP Taipei 1979 Taipei, Taiwan Sintetico indoor – 75 000 $ – S32/D16 Singolare - Doppio                                  | Bob Lutz 6-3 6-4 2-6                       | Pat Du Pré                      | Kim Warwick Bill Scanlon          | Roscoe Tanner Jürgen Fassbender Mark Edmondson Stefan Simonsson  |  |
| 12 novembre | ATP Taipei 1979 Taipei, Taiwan Sintetico indoor – 75 000 $ – S32/D16 Singolare - Doppio                                  | Mark Edmondson John Marks 6-1, 3-6, 6-4    | Pat Du Pré Robert Lutz          | Kim Warwick Bill Scanlon          | Roscoe Tanner Jürgen Fassbender Mark Edmondson Stefan Simonsson  |  |
| 12 novembre | Wembley Championships 1979 Wembley, Gran Bretagna Sintetico indoor – 175 000 $ – S32/D16 Singolare - Doppio              | John McEnroe 6-3 6-4 7-5                   | Harold Solomon                  | Gianni Ocleppo Hank Pfister       | Wojciech Fibak Ferdi Taygan Stan Smith Tim Gullikson             |  |
| 12 novembre | Wembley Championships 1979 Wembley, Gran Bretagna Sintetico indoor – 175 000 $ – S32/D16 Singolare - Doppio              | Peter Fleming John McEnroe 6-2, 6-3        | Tomáš Šmíd Stan Smith           | Gianni Ocleppo Hank Pfister       | Wojciech Fibak Ferdi Taygan Stan Smith Tim Gullikson             |  |
| 19 novembre | Bologna Indoor 1979 Bologna, Italia Sintetico indoor – 75 000 $ – S32/D16 Singolare - Doppio                             | Butch Walts 6-3 6-2                        | Gianni Ocleppo                  | John McEnroe Mark Cox             | Stanislav Birner Bernard Fritz Corrado Barazzutti Fritz Buehning |  |
| 19 novembre | Bologna Indoor 1979 Bologna, Italia Sintetico indoor – 75 000 $ – S32/D16 Singolare - Doppio                             | Peter Fleming John McEnroe 6–1, 6–1        | Fritz Buehning Ferdi Taygan     | John McEnroe Mark Cox             | Stanislav Birner Bernard Fritz Corrado Barazzutti Fritz Buehning |  |
| 19 novembre | Indian Open 1979 Bombay, India Terra rossa – 75 000 $ – S32/D16 Singolare - Doppio                                       | Vijay Amritraj 6-1 7-5                     | Peter Elter                     | Wolfgang Popp Louk Sanders        | Ernie Ewert Jean Louis Haillet Tony Graham Kim Warwick           |  |
| 19 novembre | Indian Open 1979 Bombay, India Terra rossa – 75 000 $ – S32/D16 Singolare - Doppio                                       | Chris Delaney James Delaney 7–6, 6–2       | Thomas Furst Wolfgang Popp      | Wolfgang Popp Louk Sanders        | Ernie Ewert Jean Louis Haillet Tony Graham Kim Warwick           |  |
| 19 novembre | ATP Buenos Aires 1979 Buenos Aires, Argentina Terra rossa – 175 000 $ – S32/D16 Singolare - Doppio                       | Guillermo Vilas 6-1 6-2 6-2                | José Luis Clerc                 | Eddie Dibbs Ivan Lendl            | Tomáš Šmíd Balázs Taróczy Terry Moor José Higueras               |  |
| 19 novembre | ATP Buenos Aires 1979 Buenos Aires, Argentina Terra rossa – 175 000 $ – S32/D16 Singolare - Doppio                       | Tomáš Šmíd Sherwood Stewart 6-1, 7-5       | Marcos Hocevar João Soares      | Eddie Dibbs Ivan Lendl            | Tomáš Šmíd Balázs Taróczy Terry Moor José Higueras               |  |
| 26 novembre | Santiago Open 1979 Santiago, Cile Terra rossa – 50 000 $ – S32/D16 Singolare - Doppio                                    | Hans Gildemeister 7-5 5-7 6-4              | José Higueras                   | Pedro Rebolledo Jaime Fillol      | Jairo Velasco, Sr. Juan Núñez Ricardo Cano Ricardo Acuña         |  |
| 26 novembre | Santiago Open 1979 Santiago, Cile Terra rossa – 50 000 $ – S32/D16 Singolare - Doppio                                    | José Higueras Jairo Velasco, Sr.           | Álvaro Fillol Jaime Fillol      | Pedro Rebolledo Jaime Fillol      | Jairo Velasco, Sr. Juan Núñez Ricardo Cano Ricardo Acuña         |  |
| 26 novembre | South African Open 1979 Johannesburg, Sudafrica Cemento – 175 000 $ – S32/D16 Singolare - Doppio                         | Andrew Pattison 2-6 6-3 6-2                | Víctor Pecci                    | Ferdi Taygan José Luis Clerc      | Bernie Mitton Terry Moor Heinz Günthardt Rolf Gehring            |  |
| 26 novembre | South African Open 1979 Johannesburg, Sudafrica Cemento – 175 000 $ – S32/D16 Singolare - Doppio                         | Bob Hewitt Frew McMillan 1-6 6-1 6-4       | Mike Cahill Christopher Mottram | Ferdi Taygan José Luis Clerc      | Bernie Mitton Terry Moor Heinz Günthardt Rolf Gehring            |  |

### Dicembre
| Settimana   | Torneo                                                                                       | Vincitore                               | Finalista                  | Semifinalisti              | Eliminati ai quarti                                                 |
| ----------- | -------------------------------------------------------------------------------------------- | --------------------------------------- | -------------------------- | -------------------------- | ------------------------------------------------------------------- |
| 3 dicembre  | WCT Challenge Cup 1979 Montréal, Canada Sintetico indoor - 320 000 $ – S8 Singolare          | Björn Borg 6–4, 6–2, 2–6, 6–4           | Jimmy Connors              | Johan Kriek Tim Gullikson  | Round Robin Pat Du Pré Hans Gildemeister Ilie Năstase Peter Fleming |
| 10 dicembre | South Australian Open 1979 Adelaide, Australia Erba – 100 000 $ – S32/D16 Singolare - Doppio | Kim Warwick 7-5, 6-4                    | Bernard Mitton             | Tony Roche John Alexander  | Dale Collings Geoff Masters Chris Delaney Matt Mitchell             |
| 10 dicembre | South Australian Open 1979 Adelaide, Australia Erba – 100 000 $ – S32/D16 Singolare - Doppio | Chris Kachel Colin Dibley 6-7, 7-6, 6-4 | John Alexander Phil Dent   | Tony Roche John Alexander  | Dale Collings Geoff Masters Chris Delaney Matt Mitchell             |
| 17 dicembre | New South Wales Open 1979 Sydney, Australia Erba – 100 000 $ – S64/D32 Singolare - Doppio    | Phil Dent 6-4 6-4 7-5                   | Hank Pfister               | Guillermo Vilas John James | Brad Drewett Kim Warwick Balázs Taróczy Sherwood Stewart            |
| 17 dicembre | New South Wales Open 1979 Sydney, Australia Erba – 100 000 $ – S64/D32 Singolare - Doppio    | Peter McNamara Paul McNamee 7-6, 6-3    | Steve Docherty Chris Lewis | Guillermo Vilas John James | Brad Drewett Kim Warwick Balázs Taróczy Sherwood Stewart            |
| 24 dicembre | Australian Open 1979 Melbourne, Australia Grande Slam Erba Singolare - Doppio                | Guillermo Vilas 7-6 6-3 6-2             | John Sadri                 | Victor Amaya Colin Dibley  | Phil Dent Peter Rennert Rod Frawley Mark Edmondson                  |
| 24 dicembre | Australian Open 1979 Melbourne, Australia Grande Slam Erba Singolare - Doppio                | Peter McNamara Paul McNamee 7-6, 6-2    | Paul Kronk Cliff Letcher   | Victor Amaya Colin Dibley  | Phil Dent Peter Rennert Rod Frawley Mark Edmondson                  |

### Gennaio 1980
| Settimana | Torneo | Vincitore                                | Finalista                | Semifinalisti              | Eliminati ai quarti                                        |
| --------- | --- | ---------------------------------------- | ------------------------ | -------------------------- | ---------------------------------------------------------- |
| 9 gennaio | Colgate-Palmolive Masters 1979 New York, Stati Uniti Sintetico indoor – 400 000 $ – S8/D4 Singolare - Doppio | Björn Borg 6-2 6-2                       | Vitas Gerulaitis         | Jimmy Connors John McEnroe | Harold Solomon Guillermo Vilas Roscoe Tanner José Higueras |
| 9 gennaio | Colgate-Palmolive Masters 1979 New York, Stati Uniti Sintetico indoor – 400 000 $ – S8/D4 Singolare - Doppio | Peter Fleming John McEnroe 6–3, 7–6, 6–1 | Wojciech Fibak Tom Okker | Jimmy Connors John McEnroe | Harold Solomon Guillermo Vilas Roscoe Tanner José Higueras |

## Distribuzione punti
I tornei del Grand Prix del 1979 erano divisi in 12 categorie in base al montepremi totale assegnato. Qui sono indicati i punti assegnati ai giocatori in base ai risultati raggiunti in un torneo di singolare, tra parentesi sono indicati i punti assegnati alle coppie che hanno giocato i tornei di doppio. Non erano previsti punti per i perdenti al primo turno del torneo
|                  | Grand Slam | >300 000 $ | >275 000 $ | >250 000 $ | >225 000 $ | >200 000 $ | >175 000 $ | >150 000 $ | >125 000 $ | >100 000 $ | >75 000 $ | >50 000 $ |
| ---------------- | ---------- | ---------- | ---------- | ---------- | ---------- | ---------- | ---------- | ---------- | ---------- | ---------- | --------- | --------- |
| Vincitore        | 350 (70)   | 300 (60)   | 275 (55)   | 250 (50)   | 225 (45)   | 200 (40)   | 175 (35)   | 150 (30)   | 125 (25)   | 100 (20)   | 75 (15)   | 50 (10)   |
| Finale           | 245 (49)   | 210 (42)   | 192 (38)   | 175 (35)   | 157 (31)   | 140 (28)   | 122 (24)   | 104 (20)   | 87 (17)    | 70 (14)    | 52 (10)   | 35 (7)    |
| Semifinale       | 140 (28)   | 120 (24)   | 110 (22)   | 100 (20)   | 90 (18)    | 80 (16)    | 70 (14)    | 60 (12)    | 50 (10)    | 40 (8)     | 30 (6)    | 20 (4)    |
| Quarti di finale | 70 (14)    | 60 (12)    | 55 (11)    | 50 (10)    | 45 (9)     | 40 (8)     | 35 (7)     | 30 (6)     | 25 (5)     | 20 (4)     | 15 (3)    | 10 (2)    |
| Quarto turno     | 35 (7)     | 30 (6)     | 27 (6)     | 25 (5)     | 22 (5)     | 20 (4)     | 17 (3)     | 14 (3)     | 12 (2)     | 10 (2)     | 7 (–)     | 5 (–)     |
| Terzo turno      | 17 (3)     | 15 (–)     | 13 (–)     | 12 (–)     | 11 (–)     | 10 (–)     | 9 (–)      | 7 (–)      | 6 (–)      | 5 (–)      | – (–)     | – (–)     |
| Secondo          | 9 (–)      | – (–)      | – (–)      | 6 (–)      | – (–)      | – (–)      | – (–)      | – (–)      | – (–)      | – (–)      | – (–)     | – (–)     |